# 平林泰子
平林泰子（日语：平林 たい子/ひらばやし たいこ，1905年10月3日—1972年2月17日），是日本的小说家，平林泰子文学奖由她设立。

## 著作
- 《嘲笑》（1926年）
- 《在免费病室》（1927年）
- 《日本共产党批判》（1949年）
- 《沙漠的花》（1957年）
- 《不毛》（1962年）